# محافظة ماليتا
محافظة ماليتا هي واحدة من أكبر تسع محافظات في جزر سليمان، سُميت على اسم أكبر جزيرة بها هي جزيرة ماليتا. وكذلك تشمل جزيرة جنوب ماليتا التي تُسمى ماليتا الصغيرة،  وجزيرة سيكايانا، وجزيرة أونتونج جاوة آتول. كانت هذه الجزر تخضع للحكم البريطاني منذ عام 1893 عندما قدم القبطان جيبسون آر. إن، وأعلن جنوب جزر سليمان بوصفها محمية بريطانية .
عاصمة المحافظة وأكبر مركز حضري بها هي مدينة أوكي، التي أنشئت كمركز إداري لماليتا في عام 1909.
يعيش بالمحافظة 122,620 نسمة حسب إحصاء 1999، وتبلغ مساحتها 4,225 كيلومتر مربع (1,631 ميل2).